# Coupe de France masculine de handball 1996-1997
Navigation
Coupe de France 1995-1996 Coupe de France 1997-1998
La coupe de France masculine de handball 1996-1997 est la 15e édition de la compétition.
L'US Créteil remporte sa deuxième coupe de France en disposant en finale de l'US Ivry, tenant du titre et vainqueur du Championnat de France.

## Résultats

### Seizièmes de finale
Parmi les résultats, on trouve :
| Club 1              | Score   | Club 2     |
| ------------------- | ------- | ---------- |
| CSA Kremlin-Bicêtre | 15 - 37 | US Créteil |

### Huitièmes de finale
Parmi les résultats, on trouve :
| Club 1          | Score   | Club 2       |
| --------------- | ------- | ------------ |
| HBC Gien Loiret | 20 – 27 | PSG-Asnières |

L'UMS Pontault-Combault et le Cavigal Nice Côte d'Azur (D2) ont été éliminés à ce stade de la compétition.

### Quarts de finale
Les quarts de finale se sont disputés le 4 mars 1997. Tous les résultats ne sont pas connus :
| Club 1                | Score   | Club 2                    |
| --------------------- | ------- | ------------------------- |
| US Créteil            | 28 – 26 | PSG-Asnières              |
| Montpellier Handball  | ? – ?   | SO Chambéry               |
| Spacer's de Toulouse  | ? – ?   | US Ivry                   |
| Villeurbanne HBA (D2) | ? – ?   | Girondins de Bordeaux HBC |

### Demi-finales
Les demi-finales se sont disputées le 29 mars 1997 au Complexe René-Tys à Reims. Les résultats sont
| Club 1     | Score   | Club 2                |
| ---------- | ------- | --------------------- |
| US Créteil | 28 – 19 | SO Chambéry           |
| US Ivry    | 36 – 26 | Villeurbanne HBA (D2) |

### Finale
| 30 mars 1997 | US Créteil        | 19 – 18 | US Ivry            | Complexe René-Tys, Reims |
| 30 mars 1997 | Mantes et Sapet 5 | (? - ?) | Vassili Koudinov 6 | Complexe René-Tys, Reims |
| 30 mars 1997 | Hand mag          |         |                    | Complexe René-Tys, Reims |

| Union sportive de Créteil - Mantes (5/9), Sapet (5/9), Duchemann (0/2), Houlet (2/7 dont 2/2 pen.), Kervadec (1/1), Louis (1/3), Abati (5/7), Remili (0/2). - Entraîneur : Thierry Anti. | Union sportive d'Ivry - Tari (2/5), Guilbert (1/2), Amalou (2/3), Droy (2/5), Prandi (3/6), Hager (0/1), Léandri (1/1), Koudinov (6/13 dont 3/5 pen.), Blin (1/1), Joulin (0/4 dont 0/2 pen.) - Entraîneur : Sead Hasanefendić. |

## Vainqueur final
| Coupe de France masculine 1996-1997 US Créteil (2e coupe de France) |